# ميلونكا سافيتش
ميلونكا سافيتش (بالصربية: Милунка Савић)‏ (28 يونيو 1892 - 5 أكتوبر 1973) هي بطلة حرب صربية، كانت قد شاركت في حرب البلقان الأولى والحرب العالمية الأولى. قد تكون الجندية الأكثر حصولاً على الأوسمة والتكريمات في التاريخ. تعرضت خلال خدمتها لما لا يقل عن 9 اصابات.

## الحياة المهنية العسكرية
وُلدت سافيتش في عام 1888، في قرية كوبريفنيكا، بالقرب من راسكا في صربيا. في عام 1913، تلقى أخوها أوراق الالتحاق بالخدمة العسكرية من أجل حرب البلقان الثانية. قررت أن تذهب بدلاً عنه فقامت بقضّ شعرها وارتداء ثياب للرجال وانضمت إلى الجيش الصربي. انخرطت بالقتال وتلقّت أول وسام لها وترشحت لرتبة عريف في معركة بربيغالنيكا. أثناء خوضها للمعركة، أُصيبت بجروح، وعندها فقط عندما تعافت من جروحها في المستشفى كُشف عن جنسها الحقيقي، ما أثار دهشة الأطباء الحاضرين.
وصفت مجلّة Mental Floss الأصداء كما يلي:
استُدعيت سافيتش من قبل ضابطها القائد. لم يريدوا أن يعاقبوها، لأنها أثبتت أنها جندي ذا قيمة وكفاءة عالية.
كان نشر الجنود العسكري الذي تسبب في كشف جنسها هو النشر العاشر لها. لكن لم يكن مناسباً لامرأة شابة أن تكون في ساحة المعركة. عُرض عليها أن تنتقل إلى قسم التمريض. وقفت سافيتش في وضعية الانتباه وأصرّت أنها تريد أن تقاتل من أجل بلدها كمحاربة. قال لها الضابط إنه سيفكر في الأمر ويعطيها جوابه في اليوم التالي. أجابت سافيش وهي ما زالت في وضعية الانتباه قائلةً، «سأنتظر.» ويُقال إنه جعلها تنتظر ساعة واحدة فقط قبل أن يوافق على إعادة إرسالها إلى المشاة».
في عام 1914، في الأيام الأولى للحرب العالمية الأولى، مُنحت سافيتش أول نجمة كاراور مع السيوف بعد معركة كالوبارا.
تلقّت ثاني نجمة كاراور لها (مع السيوف) بعد معركة الفرقة السوداء في عام 1916 عندما أسرت 23 جنديًا بلغاريًا دون أي مساعدة.

## التكريمات العسكرية
مُنحت جائزة جوقة الشرف مرتين، وأيضاً صليب القديس جورج الروسي. وأيضاً وسام الشرف البريطاني للقديس ميشيل عن التميز في الانضباط، والوسام الصربي للشجاعة. كانت الأنثى الوحيدة التي تكرمت من قبل الصليب الفرنسي للحروب 1914- 1918 برمز الكف الذهبي للخدمة في الحرب العالمية الأولى. 

## الحياة اللاحقة
تسرحت في عام 1919، ورفضت عرضاً بالانتقال إلى فرنسا، إذ كانت مؤهلة للحصول على معاش تقاعدي مريح من الجيش الفرنسي. بدلاً من ذلكـ اختارت أن تعيش في بلغراد ووجدت عملاً كعاملة بريدية. في عام 1923 تزوجت من فيليكو غليجورييفيتش، والذي التقت به في موستار. وتطلّقت فوراً بعد ولادة ابنتهما ميلينا. وتبنّت أيضاً ثلاث بنات . في فترة ما بين الحربين العالميتين، نسي عامة الشعب ميلونكا. عملت في العديد من الوظائف المُهينة حتى عام 1927، وحصلت بعدها على وظيفة ثابتة كعاملة تنظيفات في بنك الرهن العقاري الحكومي. بعد ثماني سنوات، ترقت لتنظيف مكاتب المدير العام.
خلال الاحتلال الألماني لصربيا في الحرب العالمية الثانية، رفضت ميلونكا حضور وليمة مُنظمة من قبل ميلان ناديك، والتي كان سيحضرها جنرالات وضباط ألمان. اعتُقلت واقتيدت إلى معسكر اعتقال بانجيكا، حيث سُجنت لمدة 10 أشهر.
في عام 1945، مُنحت معاشاً من الدولة، واستمرت بالعيش في منزلها في حي فوزدوفاك في بلغراد. بحلول أواخر الخمسينيات، نقلت ابنتها إلى المستشفى، وكانت تعيش في منزل متهدم في فوزدوفاك مع أطفالها الثلاثة المتبنين: ميلكا، طفلة متروكة في محطة السكك الحديدية في ستالاك، ورادميلا فيسنجا، وزوركا، وهي فتاة بلا أب من دالماتيا. لاحقاً، عندما حضرت احتفالات اليوبيل مرتديةً ميدالياتها العسكرية، تحدّث معها الضباط العسكريون وسمعوا عن أفعالها الشجاعة. انتشرت الأخبار وحصلت أخيرًا على التقدير. في عام 1972، أدى الضغط العام وانتشار مقالة في إحدى الصحف تتحدث عن صعوبة وضعها السكني والمالي إلى حصولها على شقة صغيرة من قبل مجلس مدينة بلغراد.
توفيت في بلغراد في تشرين الأول/أكتوبر من عام 1973 عن عمر 85 عاماً، ودُفنت في المقبرة الجديدة. سُمي شارع في بلغراد ومدن أخرى في صربيا وجمهورية صرب البوسنة تيمناً بها.